# Steven Ho
 Steven Widi Ho, nacido como Bernadetto Widiman Wibowo (9 de marzo de 1973 en Bandung, Indonesia), es un artista marcial y empresario indonesio-estadounidense, miembro de la academia de televisión de ciencias y artes. Conocido como uno de los primeros artistas marciales en concursos abiertos de artes marciales, Ho contribuyó a popularizar en la patada de 540 a mediados de los años ochenta y está bien considerado por su truco de trabajo como en detallado (Teenage Mutant Ninja Tortugas) en Las Tortugas Ninja II: El Secreto del exudado (1991) y Las tortugas ninja III (1993), y su trabajo principal como "Chan" en Mortal Kombat (1995). Ho es un conocido como uno de los instructores de artes marciales y entrenador de lucha en la película de Hollywood que ha formado a muchos especialistas y notables actores, incluidos Brad Pitt, Leonardo DiCaprio, James Franco, Pierce Brosnan, Tobey Maguire, Pink, Method Man, Rachel Weisz, Gisele Bündchen, Josh Charles, Peter Krause, Bar Refaeli, Ellen Barkin. Además fue cofundador en el filme de Peluche Inicio, Inc., una que todo lo abarca el diseño de interiores y mobiliario de línea de la empresa, en 2003 con su esposa, Nina Petronzio, una diseñadora de interiores y diseñadora de muebles conocida por su gama alta de Transición de Estilos de diseños. De padres indonesios chinos, es hijo de Kie Ho Liang, preteneciente a la investigación científica, la familia de Ho huyó hacia Estados Unidos en 1971 y emigró a South Gate, California, en los Estados Unidos, como uno de los refugiados políticos con la ayuda del Servicio Mundial de las Iglesias (CWS). Después de ocho años de intensa formación de artes marciales con el Sensei Richard King del Instituto de Karate en los Estados Unidos, logró ganar las competiciones locales de karate en Los Ángeles (en particular en Ed Parker 's Long Beach Campeonato Internacional de Karate y reúne diversos Culver City en el Auditorio Cívico), Ho explotó en el Circuito Nacional de Karate (América del Norte Deporte Karate Association) y fue responsable de la División de América las formas de la que fue Campeón Nacional. Conocido por sus técnicas de saltos y patadas de un estilo innovador, Ho rápidamente se estableció como uno de los mejores expertos en los Estados Unidos.